# Балша Секулич
Балша Секулич (чорн. Балша Секулић / Balša Sekulić, нар. 10 червня 1998) — чорногорський футболіст, нападник клубу «Морнар» та національної збірної Чорногорії.

## Клубна кар'єра
У дорослому футболі дебютував 2016 року виступами за команду «Будучност», у якій провів один сезон, взявши участь у 5 матчах чемпіонату. 
Своєю грою за цю команду привернув увагу представників тренерського штабу клубу «Еспортіво», до складу якого приєднався на умовах оренди 2017 року.
У 2017 році повернувся до клубу «Будучност». Цього разу провів у складі його команди два сезони. 
Протягом 2019 року захищав кольори клубу «Тітоград».
З 2019 року два сезони захищав кольори клубу «Подгориця». Більшість часу, проведеного у складі «Подгориці», був основним гравцем атакувальної ланки команди.
Згодом з 2021 по 2024 рік грав у складі команд «Іскра» (Даниловград), «Канвон», «Будучност» та «Металург» (Бекабад).
До складу клубу «Морнар» приєднався 2025 року. Станом на 1 травня 2025 року відіграв за клуб з Бара 11 матчів у національному чемпіонаті.

## Виступи за збірні
Протягом 2017–2020 років залучався до складу молодіжної збірної Чорногорії. На молодіжному рівні зіграв у 10 офіційних матчах, забив 1 гол.
У 2018 році дебютував у складі юнацької збірної Чорногорії (U-19), загалом на юнацькому рівні взяв участь у 2 іграх.
У 2022 році дебютував в офіційних матчах у складі національної збірної Чорногорії.
| Дата     | Місто     | Господарі | Результат | Гості      | Турнір                               | Голи | Примітки |
| -------- | --------- | --------- | --------- | ---------- | ------------------------------------ | ---- | -------- |
| 7-6-2022 | Гельсінкі | Фінляндія | 2 – 0     | Чорногорія | Ліга націй УЄФА 2022-2023 - 1-й етап | -    | 46'      |
| Усього   |           | Матчів    | 1         |            | Голів                                | 0    |          |